# Ahosaaret
Ahosaaret är öar i Finland. Den ligger i sjön Immolanjärvi och i kommunen Varkaus i den ekonomiska regionen  Varkaus ekonomiska region  och landskapet Norra Savolax, i den sydöstra delen av landet, 280 km nordost om huvudstaden Helsingfors. Arean för den av öarna koordinaterna pekar på är 0,3 hektar och dess största längd är 100 meter i öst-västlig riktning. Den andra ön är ungefär lika stor och belägen omkring 25 meter väster ut. Båda öarna är bebyggda.